# 工藤直人
工藤 直人（くどう なおと、1982年7月11日 - ）は、愛媛県西条市出身の元サッカー選手、サッカー指導者。

## 来歴
現役時代は愛媛FC、浦和レッズアマチュア、FC今治でプレーした。
2009年から今越FC U-15（現・FC今治U-15）の監督を5年間務め、2014年にFC今治トップチームのコーチに就任した。
2018年6月、成績不振により吉武博文が監督を退任し、代わって今治のトップチーム監督に就任。同年シーズン終了後、監督を退任し、2019年よりヘッドコーチに就任した。
2023年8月8日、髙木理己の監督退任に伴い、暫定監督に就任。8月16日、正式に監督に就任。J3リーグを4位で終えたシーズン後の12月10日にクラブより退任が発表された。

## 所属クラブ
- FC AMIGOS（西条市立神拝小学校[9]）
- 西条市立西条北中学校
- 1998年 - 2000年 愛媛県立新居浜工業高等学校
- 2001年  愛媛FC
- 浦和レッドダイヤモンズ・アマチュア
- 愛媛しまなみFC/愛媛FCしまなみ/FC今治

## 指導歴
- 浦和レッズハートフル アシスタント
- 2009年 - 2011年  今越FCU-15 監督
- 2012年 -  FC今治
  - 2012年 - 2013年 U-15 監督
  - 2016年 - 2017年 モデル事業部部長
  - 2014年 - 2018年6月 トップチーム コーチ
  - 2018年6月 - 同年12月 トップチーム 監督
  - 2019年 - 2021年 トップチーム ヘッドコーチ
  - 2022年 U-18 監督
  - 2023年 - 同年8月 トップチーム ヘッドコーチ
    - 2023年8月 トップチーム 暫定監督

  - 2023年8月 - 同年12月 トップチーム 監督
  - 2024年 強化担当
  - 2025年 - トップチーム コーチ

## 監督成績
| 年度 | 所属 | クラブ | リーグ戦 | リーグ戦 | リーグ戦 | リーグ戦 | リーグ戦 | リーグ戦 | カップ戦 | カップ戦 |
| 年度 | 所属 | クラブ | 順位     | 勝点     | 試合     | 勝       | 分       | 敗       | リーグ杯 | 天皇杯   |
| ---- | ---- | ------ | -------- | -------- | -------- | -------- | -------- | -------- | -------- | -------- |
| 2018 | JFL  | 今治   | 5位      | 28       | 16       | 8        | 4        | 4        | -        | -        |
| 2023 | J3   | 今治   | 4位      | 26       | 17       | 8        | 2        | 7        | -        | -        |

- 2018年はファーストステージ第15節から指揮。順位は最終順位。
- 2023年は8月から指揮。順位は最終順位。